# Bobcat Company
Bobcat Company é um fabricante americano de equipamentos agrícolas e de construção. Sua sede americana fica em West Fargo, Dakota do Norte, anteriormente em Gwinner, Dakota do Norte. A sua sede europeia mudou em 2017 de Waterloo, na Bélgica, para Dobříš, na República Tcheca (onde a Bobcat opera uma das suas fábricas europeias). Foi subsidiária da Ingersoll Rand Company de 1995 até julho de 2007, quando foi vendida por US$ 4,9 bilhões para a Doosan Infracore.
A empresa vende minicarregadeiras, escavadeiras compactas, veículos utilitários, tratores compactos e outros pequenos equipamentos hidráulicos sob a marca Bobcat. É uma das poucas grandes empresas manufatureiras que operam na Dakota do Norte.

## História

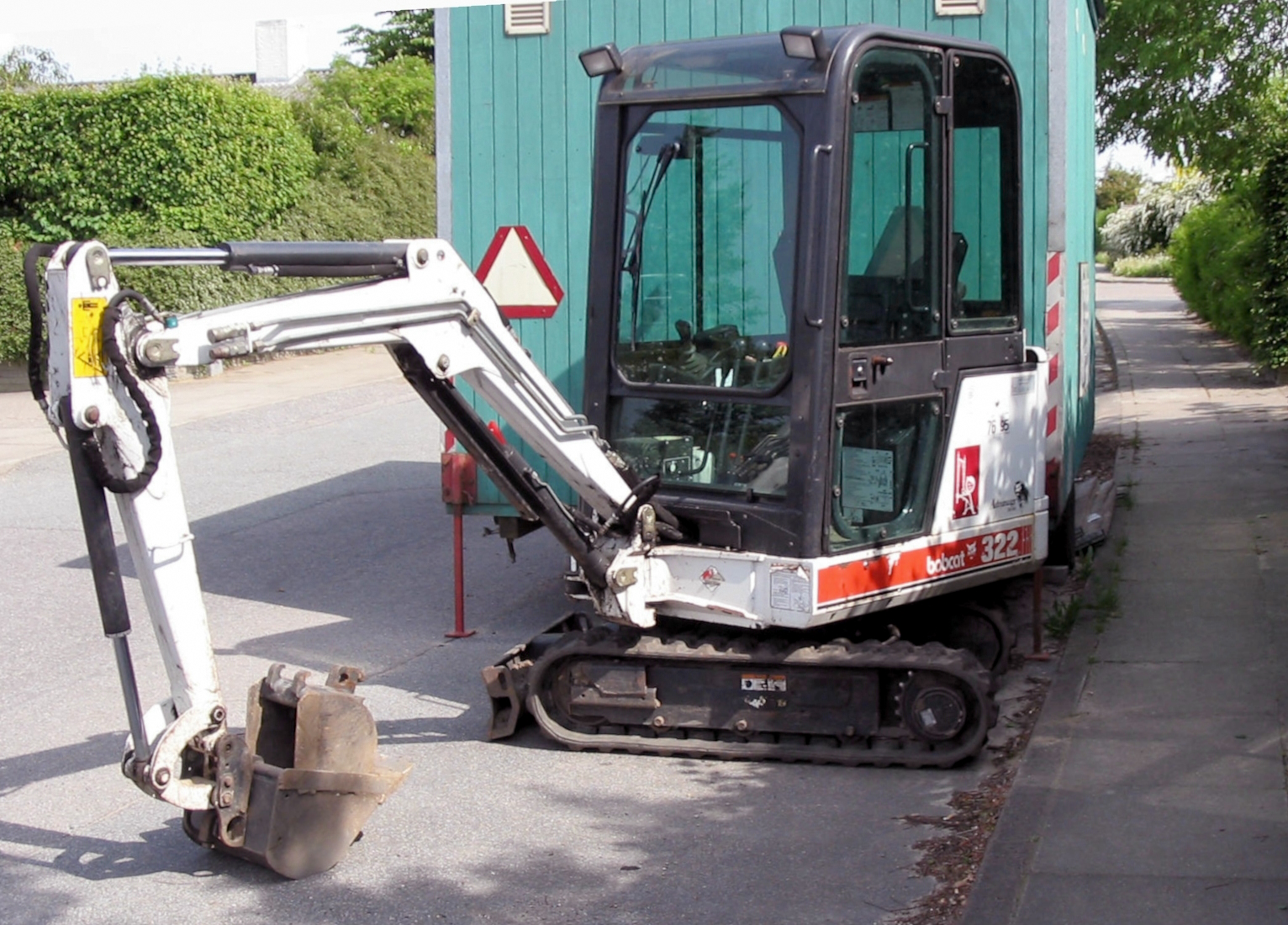
Uma escavadeira compacta da Bobcat

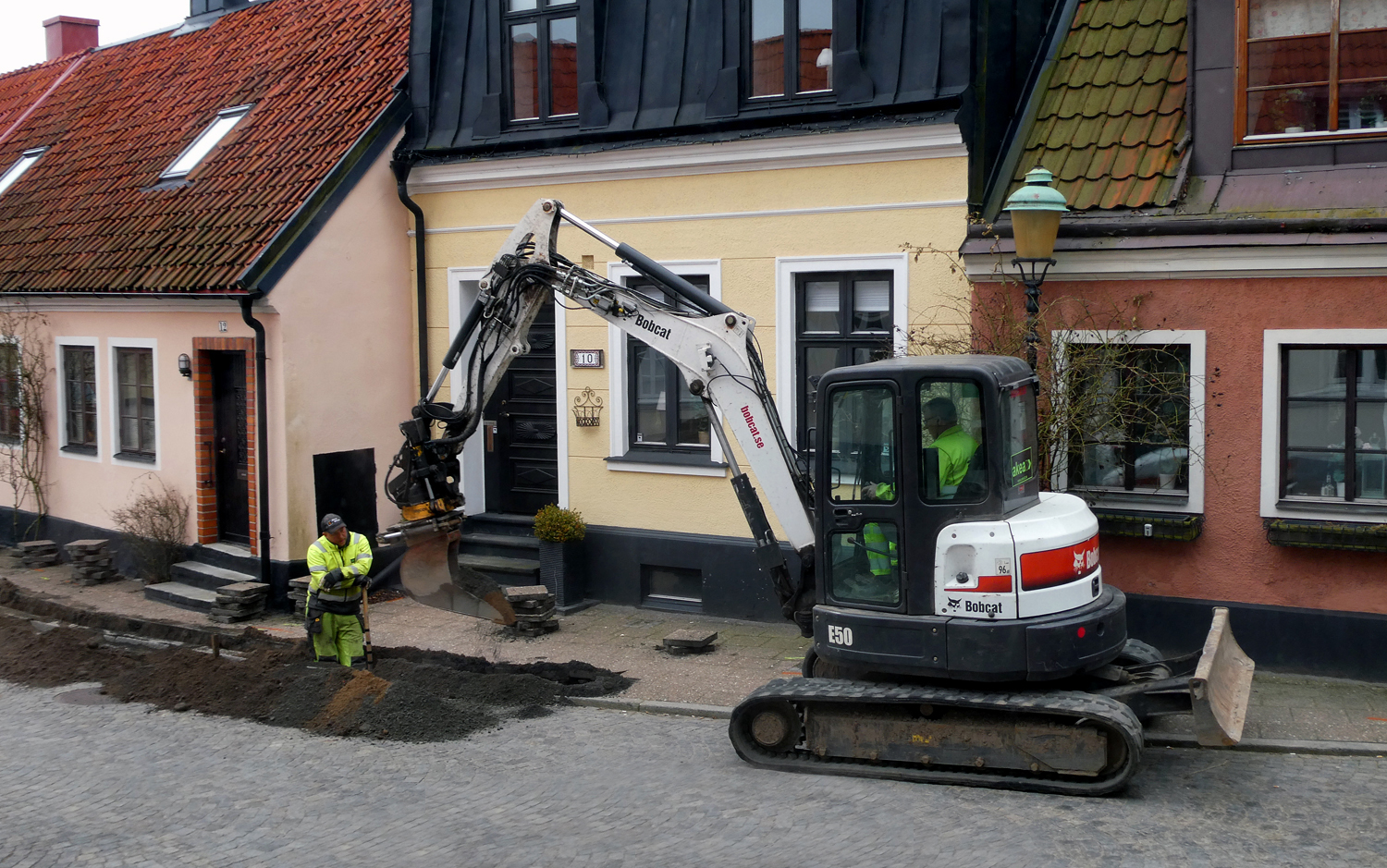
Uma escavadeira Bobcat está escavando para instalar um cabo de banda larga no centro de Ystad.

Na década de 1950, Louis e Cyril Keller operaram a Keller Welding and Repair perto de Rothsay, Minnesota. Em 1956, Eddie Velo, um criador de perus da região, descreveu aos Keller a necessidade de uma máquina pequena o suficiente para manobrar dentro de um celeiro e leve o suficiente para operar no nível superior. Os irmãos desenvolveram um projeto pequeno de três rodas com transmissão acionada por correia e o entregaram à Velo em 4 de fevereiro de 1957. Velo permitiu aos Kellers acesso total às suas operações, e depois que os Kellers souberam das desvantagens do acionado por correia transmissão, eles desenvolveram e patentearam um sistema de transmissão mais robusto baseado em embreagem em 1958. A nova transmissão tornou-se a base da carregadeira Melroe M60.
O tio dos Kellers, um revendedor de equipamentos da Melroe Manufacturing Company com sede em Gwinner, Dakota do Norte, sugeriu que Melroe comercializasse as máquinas, resultando em Melroe convidando os Kellers para expor na Feira Estadual de Minnesota de 1958. Melroe introduziu o modelo M400 de quatro rodas "Skid-Steer Loader" em 1960 e começou a usar "Bobcat" como nome comercial para tais produtos em 1962 na carregadeira modelo 440. Les Melroe e a agente de publicidade Lynn Bickett escolheram o nome "Bobcat" enquanto trocavam ideias de nomes durante uma viagem entre Minneapolis e Gwinner. Bickett e Sylvan Melroe desenvolveram o slogan "resistente, rápido e ágil" usado na propaganda das primeiras carregadeiras.
Em 1969, a Melroe Manufacturing Company foi comprada pela Clark Equipment Company, que foi então comprada pela Ingersoll-Rand em 1995. Em 2007, a Ingersoll-Rand vendeu a Clark Equipment Company para o Doosan Group da Coreia do Sul, juntamente com o resto de seu grupo de equipamentos de construção. por US$ 4,9 bilhões. A Clark Equipment Company agora faz negócios como Bobcat Company. A Bobcat Company possui registros de marcas registradas em todo o mundo para seu nome "Bobcat".
Em 1º de janeiro de 2018, a Doosan Infracore e a Doosan Bobcat foram separadas em empresas independentes, encerrando um relacionamento de sete anos. Em julho de 2021, a Doosan Infracore foi adquirida pela Hyundai Heavy Industries, que pagou aproximadamente US$ 722,45 milhões por um controle acionário de 30% na empresa. A Doosan Infracore se tornará uma subsidiária do recém-criado grupo Hyundai Genuine. No entanto, a Bobcat permaneceu parte do Doosan Group, uma vez que o seu acionista maioritário mudou para Doosan Heavy Industries em 1 de julho de 2021, antes da venda da Doosan Infracore.